# Шмоль фон Айзенверт, Карл
Карл Шмоль фон Айзенверт (нем. Karl Schmoll von Eisenwerth, * 18 мая 1879 г. Вена; † 7 июля 1948 г. ферма Остернберг близ Браунау-ам-Инн, Австрия) — австрийский художник, график и витражист, приверженец такого направления в живописи, как югендштиль.

## Жизнь и творчество
Родился в семье инженера-строителя Антона Адольфа Шмоля, по прозвищу Айзенверт.  В 1910 году министерство юстиции Вюртемберга разрешило Карлу, удовлетворив его прошение,  использовать добавление к его фамилии «фон Айзенверт».
Отец его был родом из Саара, мать — венка. Мальчик рос сперва в Вене, затем, с 1889 года в Санкт-Венделе, родном городе отца, и с 1895 года в Дармштадте, где Карл знакомится с искусством югендштиля. В 1899 году он поступает на обучение в Академию изобразительного искусства в Мюнхене, занимается под руководством профессоров Пауля Хёккера и Людвига фон Гертериха до 1901 года, участвует в художественных сеансах колонии живописцев в Дахау, рисует натуру на озере Химзее. В 1906 году художник преподаёт печатную графику и технику рисунка в частной художественной школе Дебшиц в Мюнхене. В 1907 году Шмоль фон Айзенверт становится профессором по рисунку, фигуративному и орнамента, акварели и декорации в Технической высшей школе Штутгарта, в период с 1927 и по 1929 год он — ректор этой высшей школы.
Автор погибшего в годы Второй мировой войны в Вормсе художественного цикла из 6 картин на тему «Песнь о Нибелунгах» и крупноформатной настенной живописи в «Историческом читальном зале» университетской библиотеки в Тюбингене, написанной по сюжету из «Одиссеи» Гомера.
Политические убеждения Шмоля были однозначно монархическими («верность императору») и анти-республиканскими, в то же время он был последовательным противником национал-социализма. Был активным противником проведения организованной нацистами выставки «Дегенеративного искусства». В связи с этим он в годы правления нацистов постепенно оказался в изоляции, однако он сохранил звание профессора. Художник много работает, пишет большую настенную картину для торжественного зала при Академии военно-воздушных сил в Берлин-Гатове (1936 год), в 1942 году делает эскизы для большой монументальной настенной картины для офицерского дома в Штутгарте. Как результат этих и других работ того времени художник был телеграммой поздравлен рейхс-министром пропаганды Третьего рейха, доктором Геббельсом с 65 -летием. Скончался в одиночестве в своём поместье Остернберг в Австрии, так как никогда не имел семьи.

## Сочинения
- Искусство и современность (Die Kunst und die Gegenwart) (речь). Bonz, Stuttgart 1927 (Digitalisat).
- Предложения ректора во время учебного года 1927/28 и 1928/29 (Ansprachen des Rektors während der Studienjahre [[|1927/28 und 1928/29). Bonz, Stuttgart 1929 (Digitalisat).

## Галерея

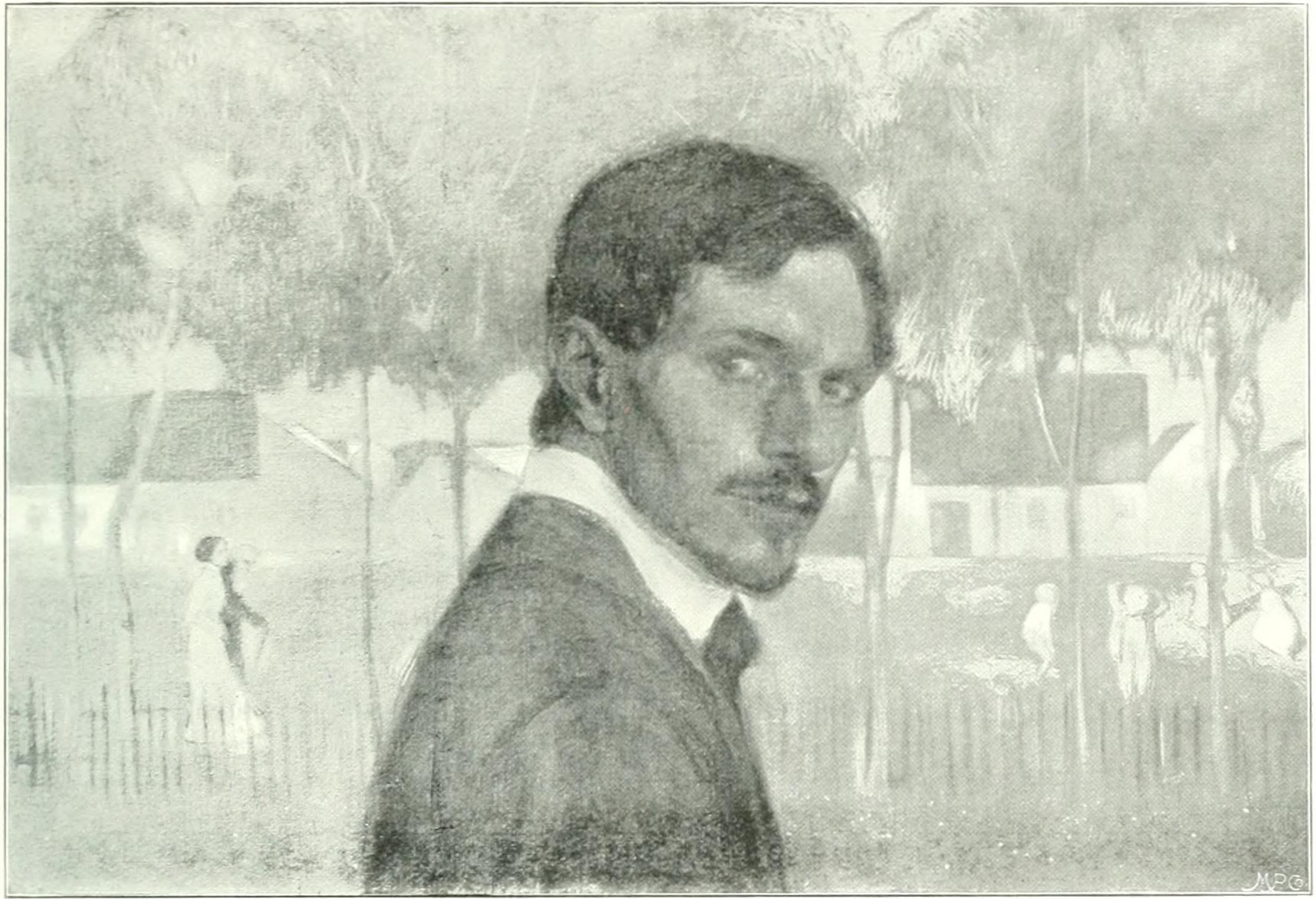
Автопортрет, 1906.
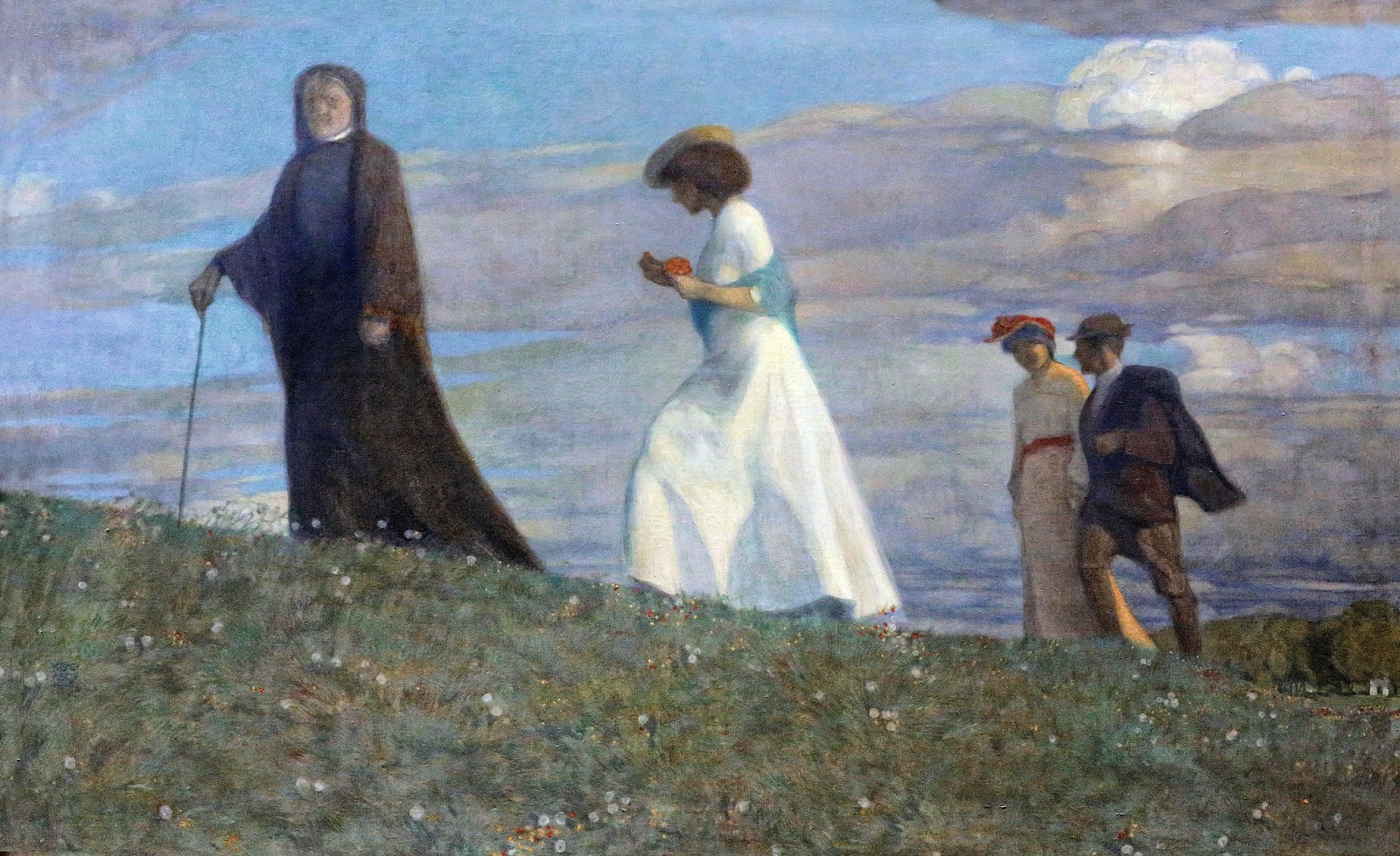
Прогулка, 1905
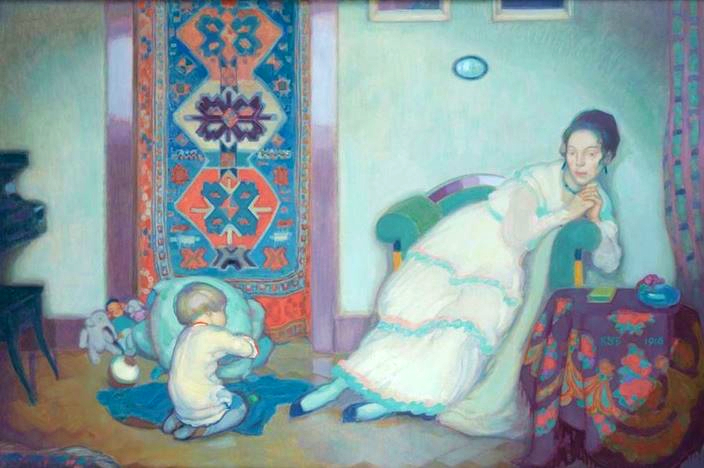
Материнство, 1916.
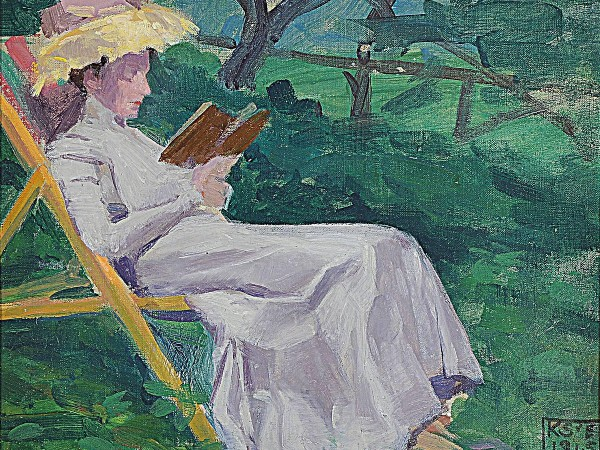
Чтение, 1915.
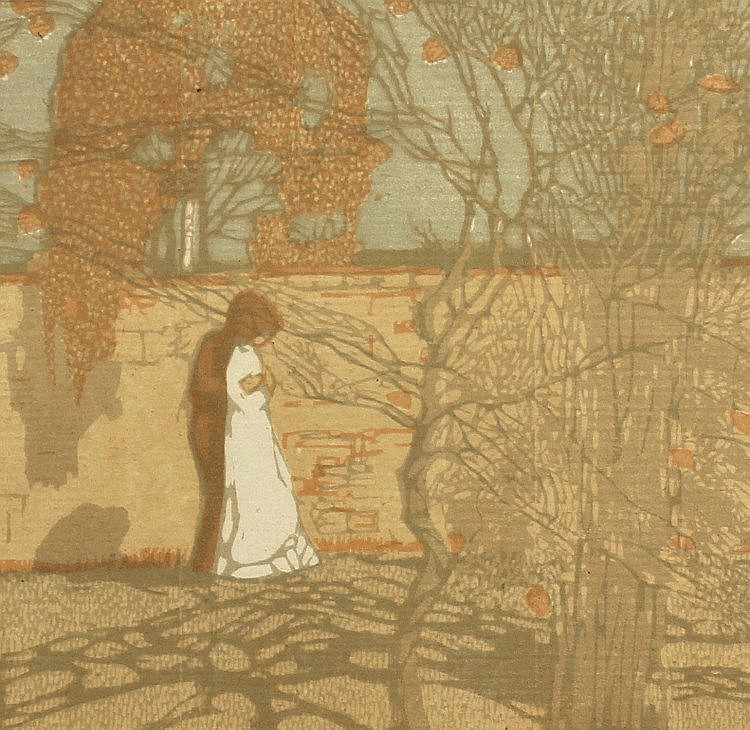
Голый сад, ок. 1900.

## Дополнения
- Busso Diekamp: Karl Schmoll von Eisenwerth — eine biographische Skizze при Обществе «Песня о Нибелунгах», Вормс (Nibelungenlied-Gesellschaft Worms).
- Schmoll von Eisenwerth, Karl при Stadtlexikon Darmstadt.

1. 1 2  RKDartists (нидерл.)
2. ↑  Deutsche Nationalbibliothek Record #119307308 // Gemeinsame Normdatei (нем.) — 2012—2016.